# A.R.M.I.A
A.R.M.I.A en ucraïnès i rus А.Р.М.И.Я (o Exèrcit) és un grup de noies d'estil pop i rock forjat a la factoria del productor Iuri Nikitin.

## Discografia
- D'això (Про это) (2008)
- Revolució sexual (Sexual Revolution) (2009).